# Kulcs-Soft Zrt.
A budapesti székhelyű Kulcs-Soft Zrt.  ügyviteli, bérszámfejtő és könyvelő szoftvereket fejlesztő és forgalmazó vállalat. Termékeivel a kis-, és középvállalkozásokat, valamint az egyéni vállalkozásokat célozza meg, bel- és külföldön egyaránt.

## Története
A Kulcs-Soft a magyar kis- és középvállalatok számára fejleszt és forgalmaz ügyviteli, bérszámfejtő és könyvelő szoftvereket, immáron több mint 35 éve. Közel 90 munkatársat foglalkoztat, ügyfeleinek száma meghaladja a 60.000-et. A Kulcs-Soft 1989. december 22-én betéti társaságként, az első vállalkozások idején alakult. A cég neve az alapító Kulcsár Tibor nevéből ered, történetét, indulásának körülményeit nyugodtan tekinthetjük a 90-es évek „startup” sikertörténetének. Egy újpesti lakás szobáját irodának bérelve indult el a vállalkozás. Eleinte konkrét megrendelői igények alapján történő egyedi szoftverek programozása folyt. Magyarországon a Kulcs-Soft rendelkezett először Windows operációs rendszerre kifejlesztett ügyviteli termékekkel. Az ezredfordulón a Kulcs-Soft az elsőként programozta le úgy az ügyviteli szoftverjeit, hogy a 2000-res évre történő átállás ne okozzon gondot a vállalkozások adminisztrációjában. 2005-től az internet elterjedésével megjelentek az online szoftverei, amelyek révén két év alatt a cég annyi ügyfelet szerzett, mint az előtte lévő 17 évben. 2006-ban átköltöztek korábbi székhelyükre, a Törökvész út 30/a címre, illetve ebben az évben a cég részvénytársasággá alakult. 2009. október 30-án a Kulcs-Soft belépett a Budapesti Értéktőzsdére. 2011-től külföldön is megjelent, a Key-Soft üzletágával. 2013-ban éves árbevétele elérte az 1 milliárd forintot.
A kimagasló eredmények elérése érdekében a vállalat 2016-tól kezdődően tudatos szervezeti átalakításokat hajtott végre. 2017-ben a vállalat 25%-kal növelte működési bevételét az előző évekhez képest. 2018 őszén a vállalat átköltözött jelenlegi székhelyére, a Mészáros utca 13. szám alá, az akkor újonnan épült EcoDome Irodaházba. 2018-as üzleti év elején Kulcs-Soft bejelentette új generációs számlázó szoftverét a BizXpert-tet (https://www.bizxpert.hu/) a magyar piacon is. A termék bevezetésének sikerét jellemzi, hogy a várakozásokhoz képest négyszeres volt az előregisztrációk száma, június végére a felhasználok száma meghaladta a 6.600-at Magyarországon. A számlázó szoftverek adóhatósághoz történő bekötése a 2018-as év legnagyobb feladata volt az ügyvitel termékeket fejlesztő cégek számára.
A Kulcs Akadémia (https://onlineakademia.kulcs-soft.hu/) keretében a Cég 2019-től online képzéseket indított bérszámfejtés, ügyvitel, könyvelés témákban. Ezen előadások egyaránt követhetőek élőben, valamint visszanézhetőek a videótárból. A Kulcs-Akadémia keretein belül országosan elismert előadók és kiemelt szakértők segítik a jelentkezőket a magabiztos tudás elsajátításában.
2024. decemberében a Kulcs-Soft kivonult a Budapesti Értéktőzsdéről és Zártkörűen Működő Részvénytársaságként folytatta működését.

## A Kulcs-Soft név
A Kulcs-Soft Zrt. neve az alapító Kulcsár Tibor vezetéknevéből ered. A Kulcs kifejezés emellett megjelenik a vállalat termékneveiben, gyakran szlogenjeiben és hirdetéseiben is.

## A logó története
A Kulcs-Soft logó a vállalat több, mint 30 éves fennállása óta ötször módosult. 2009-ben a kulcs ikon elhagyása után, a helyére egy önmagába forduló négyzet került, amely a folyamatosságot, a folyamatos fennállást, az örökkévalóságot és a teljességet szimbolizálja. 2013-tól a logó a ’Kulcsrakész ügyvitel' szlogent viselte. Ezt követően jelent meg ma is használt logó, amely már egy letisztultabb trend képviselése mellett, az emblémát is magába foglalja.

## Embléma
1992-ben a cég felvette a ’repülő ember’ emblémát, ami az ügyviteli adminisztráció fogságából felszabadulást jelképezi.
Az embléma a cég több, mint 30 éves fennállása alatt többször is átalakult. Az első két részletesen kidolgozott repülő ember grafikát 2005-től felváltotta egy sematikusabb ábrázolás. 
2013-ban a három fő termékkategória eltérő színezetű figurákat kapott. Napjainkban  már a logóban is felhasznált piros-kék minimalista ’emberke’ jelenik meg.

## Külföldi megjelenés
A vállalat nemzetközi üzletága Key-Soft néven 2011-től a világ számos országában van jelen, többek között Oroszországban, Romániában, Szlovákiában, Németországban és Spanyolországban. Ez idáig több mint 50 országból töltötték le programjaikat.

## Társadalmi felelősségvállalás
A Kulcs-Soft Zrt. árbevételének 1%-ával a rászoruló gyermekeket támogató alapítványokat segíti. A karitatív tevékenysége egyidős a vállalattal, 2013-tól pedig hivatalosan is bejegyzésre került Kulcs-Esély Alapítvány néven. A vállalat alapítói, vezetői mindig is gondot fordítottak arra, hogy a vállalkozásuk nyereségéből a rászoruló gyerekek és tehetségek is részesüljenek. A Kulcs-Esély Alapítvány teljes egészében gyermekek megsegítésében kötelezte el magát.
2008-ban a támogatási kört kibővítették a tehetséggondozással is.
Az Alapítvány szociális vagy egészségügyi okokból hátrányos helyzetben élő tehetséges gyermekek megsegítését tűzte ki célul, esélyt adva nekik az általuk vágyott élet felé. 2013 óta a Kulcs-Soft több, mint 130 millió forintot fordított erre a célra. A cég a tehetséges gyermekek és a rászorulók támogatása mellett az oktatás, az egészségügyi intézmények és a sport területeit helyezte. Ezenkívül a Kulcs-Soft a támogatási programja keretében oktatási intézmények számára díjmentesen biztosít szoftvereket és nyújt oktatást.
A Kulcs-Soft társadalmi felelősségvállalását, illetve a jövő generációjának támogatása melletti elkötelezettségét az Iskolaprogram egyértelműen mutatja. Fontos, hogy a jövő generációja a legmodernebb, és folyamatosan fejlődő programokon tanuljon. Ennek fényében a cég ügyviteli, bérszámfejtési és könyvelési oktatási szoftvereket biztosít, hogy már az iskolapadban munkaképes és gyakorlatias tudást szerezzenek. A végzős hallgatók elhelyezkedési esélyeit növeli, hogy már az iskolapadban is egy elismert szoftveren szerezték meg tudásukat.
Sporttevékenységek támogatása
A Kulcs-Esély alapítványon keresztül évről évre számos sport tevékenységet támogatott a cég. Ez a 2020-as évben sem maradhatott el. A Kulcs-Soft Zrt. 2020.07.14-én megtartott sajtótájékoztatóján bejelentette, hogy minden, a 2020-as 52. Kékszalag versenyen induló hajó után 10.000 Ft-ot fordít a Kulcs-Esély Alapítványon keresztül a magyar vitorlás utánpótlás támogatására. Az utolsó negyedévében sikeresen kiválasztotta a vitorlázó utánpótlás pályázatának nyerteseit. Az induló hajók száma alapján 5.350.000 forint támogatást osztott szét.

## Elismerések
- 2003 – A Chip Magazin a cég Főkönyvi kettős könyvelés programját a Legjobb vétel címmel tüntette ki.
- 2008-09-10-11-12-14-15-16-17-19-21 Business Superbrands Díj (11x)[3][3][4]
- 2009 Microsoft Gold Partnership[5]
- 2009 Legjobb női munkahely 3. helyezés[6]
- 2009 Legjobb munkahely 250 fő alatti kategóriában és IT iparágban[7]
- 2009. 2012. Év legjobb honlapja, minőségi díj[8]
- 2010 Legjobb munkahely 250 fő alatti kategóriában és IT iparágban[9]
- 2010 Google partner[10]
- 2011 2012. MagyarBrands Díj[11]
- 2012 Az Év Honlapja Díj
- 2013 Üzleti Etika Díj[12]
- 2015 Az Év Legjobb Munkahelye IT kategóriában
- 2019 Bisnode AAA Tanúsítvány
- 2020 Bisnode AAA Bronz Tanúsítvány
- 2020 CSR Hungary Díj – Legjobb CSR program, Legjobb felelős és fenntartható vállalat
- 2020 Employer of the Year
- 2021 Szerethető Munkahely - 2021 Példakép
- 2021 MagyarBrands díj (12x)
- 2021 Bisnode AAA Ezüst tanúsítványt[13]